# Gloxinia donkelaariana
Gloxinia donkelaariana là một loài thực vật có hoa trong họ Tai voi. Loài này được (Lem.) H.E. Moore mô tả khoa học đầu tiên năm 1954.